# Mr. Polska

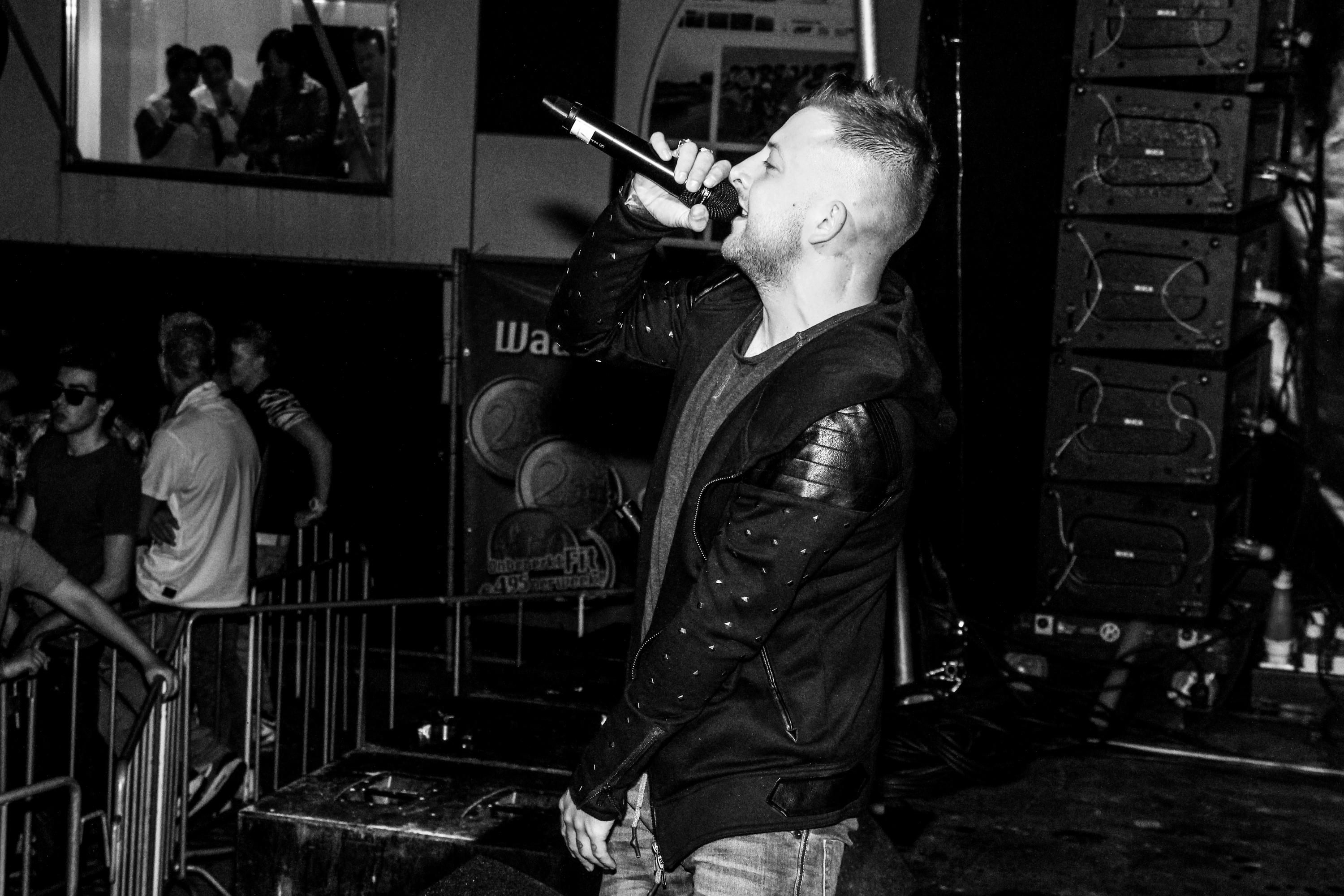
Mr. Polska на Explosion Festival 2014

Mr. Polska — сценическое имя нидерландско-польского рэпера Доминика Влодзимежа Гроота (Торунь, 20 июля 1989). Артист лейбла Nouveau Riche.

## Биография
Доминик Гроот (при рождении Чайка), в три года эмигрировал вместе с матерью в Нидерланды, впоследствии взяв голландскую фамилию её мужа. В 2007 году, во время учёбы в музыкальной академии Herman Brood Academie выпустил альбом под названием MC Polski. Получив некоторую известность, записал клип на песню Kapoole Mashien в Польше. Совместная работа Bomrush Mr. Polska, Йебрура (Jebroer) и Negativ’а попадает в микстейп Hinderlijker. В январе 2010 года Mr. Polska принимает участие в проекте хип-хоп портала 101 Barz «Wintersessie».
Голландский хип-хоп журнал «State» взял видеоинтервью у Mr. Polska в рамках программы «Homegrown». Доминик попадает в гран-при программы, где встречается с Kalibwoy, Boef и Gelogeerde Aap. Он не выигрывает гран-при, но получает награду «Новичок года».
18 января 2011 года Polska записывает вторую «Wintersessie» с 101 Barz, на этот раз с Йебруром. В своём твиттере Доминик упрекнул телеканал TMF в том, что его не пригласили на церемонию TMF Awards 2011. За полчаса хештег #polskaoptmfawards набрал большую популярность, а оригинальный пост собрал не меньше 1000 ретвитов. Его имя чаще появлялось на слуху. 27 июня 2011 года он был на разогреве у House of Pain, а 21 июля выступил с Lil' B. 21 октября 2011 Mr. Polska выпустил первый официальный релиз — альбом De Boswachter EP. Продюсером альбома выступил битмейкер Boaz v/d Beatz, альбом вышел на лейбле Nouveau Riche. Клип на песню из того альбома «Gustav» получил в тот год награду журнала «State».
В декабре 2011 он был награждён призом Audience Polonus по итогам годового опроса, дал интервью PowNews и выступал на церемонии 3VOOR12 Utrecht Awards. В 2012 году Polska выступал на фестивалях 3VOOR12, во время Евро-2012 появлялся с комментариями в спортивной программе Sportzomer на польском радио Radio 1. В 2014 он приобрел значительную популярность после появления в реалити-шоу «Expeditie Robinson 2014».

## Дискография

### Альбомы
| Альбом, попавший в Nederlandse Album Top 100 | Дата выпуска | Дата попадания в чарт | Максимальная позиция | Недель в чарте | Комментарий |
| -------------------------------------------- | ------------ | --------------------- | -------------------- | -------------- | ----------- |
| Waardevolle gezelligheid                     | 03.02.2012   | 10.03.2012            | 30                   | 3              |             |
| $NOLLER                                      | 13.02.2014   |                       |                      |                |             |

### Синглы
| Синглы, попавшие в Nederlandse Top 40 | Дата выпуска | Дата попадания в чарт | Максимальная позиция | Недель в чарте | Комментарий                                        |
| ------------------------------------- | ------------ | --------------------- | -------------------- | -------------- | -------------------------------------------------- |
| Soldaatje                             | 2012         |                       |                      |                | Совместно с Ronnie Flex                            |
| Krokobil                              | 02.07.2012   | 07.07.2012            | 12                   | 9              | Совместно с Yellow Claw & Sjaak                    |
| Hausa wausa                           | 2012         |                       |                      |                |                                                    |
| Vlammen (Totally summer anthem)       | 27.05.2013   | 15.06.2013            | 27                   | 7              |                                                    |
| Zusje                                 | 2014         | 22.02.2014            | 25                   | 8              | Совместно с Ronnie Flex                            |
| De Libi                               | 2014         | 31.05.2014            | Топ — 24             |                |                                                    |
| Hoesten als bejaarden                 | 2014         |                       |                      |                | Совместно с Ronnie Flex, Jebroer & Skinto          |
| No Way Home                           | 2014         |                       |                      |                | Совместно с Ronnie Flex & Boaz van de Beatz        |
| Ravelord                              | 20.09.2015   |                       |                      |                | Совместно с LNY TNZ & Boaz van de Beatz & Kalibwoy |

| Треки с Русскими рэперами                          | Дата выпуска | Дата попадания в чарт | Максимальная позиция | Недель в чарте |
| -------------------------------------------------- | ------------ | --------------------- | -------------------- | -------------- |
| Russian Village Boys, Mr. Polska Lost In Amsterdam | Неизвестно   | Не попал              | Неизвестна           | Не попал       |
| Russian Village Boys, Mr. Polska Adidas            | Неизвестно   | Не попал              | Неизвестна           | Не попал       |
| Russian Village Boys, Mr. Polska Molotov           | Неизвестно   | Не попал              | Неизвестна           | Не попал       |